# Хуго XV/XII фон Монфор-Ротенфелс-Васербург
Хуго XV/XII фон Монфор-Ротенфелс-Васербург (на немски: Hugo XII, Graf von Montfort-Rotenfels-Wasserburg; † пр. 24 април 1519) е граф на Монфор-Ротенфелс-Васербург в Баден-Вюртемберг.

## Произход
Той е от влиятелния и богат швабски род Монфор/Монтфорт, странична линия на пфалцграфовете на Тюбинген. Потомък е на Хуго I фон Монфор, граф на графство Брегенц и Монфор († 1228), най-малкият син на Хуго II фон Тюбинген (1115 – 1182), пфалцграф на Тюбинген, и съпругата му Елизабет фон Брегенц (1152 – 1216). От 1207 г. наследниците се наричат на дворец Монфор „граф на Монфор“.
Хуго е четвъртият син на граф Хуго XIII (XI) фон Монфор-Ротенфелс-Арген-Васербург († 1491) и първата му съпруга Елизабет фон Верденберг († 1467), дъщеря на граф Йохан III фон Верденберг-Зарганс († 1465) и графиня Елизабет фон Вюртемберг († 1476). Баща му се жени втори път 1476 г. за Елизабет фон Хоенлое-Вайкерсхайм († 1488), вдовица на Лудвиг V фон Лихтенберг (1417 – 1474), дъщеря на Албрехт I фон Хоенлое-Вайкерсхайм († 1429) и Елизабет фон Ханау († 1475).

## Фамилия
Хуго XV/XII фон Монфор-Ротенфелс-Васербург се жени през февруари 1487 г. за Анна Сибила фон Цвайбрюкен-Лихтенберг († 3 март 1531, погребана в Нойфра), дъщеря на граф Симон VII Векер фон Цвайбрюкен-Бич († 1499) и Елизабет фон Лихтенберг-Лихтенау († 1495). Те имат децата:
- Йохан II фон Монфор-Ротенфелс-Васербург († 1547/1548), женен (1518) за Йохана фон дер Марк (* 25 ноември 1494; † сл. 12 февруари 1565)
- Хуго XVI (XIV) фон Монфор-Ротенфелс-Васербург († 21 ноември 1564), женен I. за Мария Магдалена фон Шварценберг (* март 1510; † 1543), II. (вероятно) за Урсула фон Золмс-Лих
- Волфганг I фон Монфор-Ротенфелс-Васербург († 21 март 1541), женен за Елеонора фон Волкенщайн († 1549)
- Елизабет фон Монфор († 30 май 1560), омъжена за Швайкхарт фон Гунделфинген († 26 декември 1546, Нойфра)
- Маргарета фон Монфор († 1556)
- Сибила фон Монфор-Ротенфелс-Васербург († 10 март 1551)